# 휴이 루이스
휴이 루이스(Huey Lewis, 1950년 7월 5일 ~ )는 미국의 가수이다.